# Crunchyroll
Crunchyroll, LLC je americká distribuční, vydavatelská, produkční a licenční společnost zaměřující se na streamování anime, mang a japonských televizních dramat. Společnost byla založena v roce 2006 skupinou absolventů Kalifornské univerzity v Berkeley a od té doby poskytuje její distribuční kanál a partnerský program obsah více než 100 milionům registrovaným uživatelům po celém světě. Crunchyroll byl dceřinou společností firmy Otter Media, jež je dceřinou společností Warner Bros. Discovery. V prosinci 2020 společnost Sony oznámila, že její společný podnik Funimation, který provozují Sony Pictures Television a Aniplex, koupí Crunchyroll od společnosti WarnerMedia za 1,175 miliardy dolarů. Dokončení akvizice bylo ohlášeno 9. srpna 2021. V březnu 2022 společnost Funimation oznámila, že dojde k jejímu přejmenování na Crunchyroll, LLC a značka Funimation bude postupně zrušena.
Crunchyroll má kanceláře v San Franciscu, Los Angeles, Tokiu, Lausanne, Paříži, Berlíně a Kišiněvě a je členem Asociace japonských animovaných filmů (AJA). Oficiálním maskotem společnosti je animovaná postava „Crunchyroll-Hime“, zjednodušeně také „Hime“.
Společnost nabízí uživatelům přes 1 000 anime seriálů a filmů, více než 200 východoasijských dramat a okolo 80 mang prostřednictvím služby Crunchyroll Manga. Ne všechny tituly jsou kvůli licenčním omezením dostupné po celém světě. V únoru 2017 překonal Crunchyroll hranici jednoho milionu předplatitelů a k roku 2021 jich mělo přes pět milionů. Společnost vydává tituly také na domácím videu, a to buď přímo, nebo skrze její distribuční partnery, kterými jsou Aniplex of America, Sentai Filmworks, Viz Media a Discotek Media (Severní Amerika) a Anime Limited (Spojené království).

## Historie

Logo společnosti Crunchyroll používané mezi lety 2006 a 2012

### Počátky a nelegální distribuce (2006–2008)
Crunchyroll byl spuštěn v roce 2006 jako zisková internetová stránka pro nahrávání a streamování videí, na které byl hostován obsah z východní Asie. U některých titulů byly dostupné také fanouškovské titulky.
V roce 2008 získal Crunchyroll investici ve výši 4,05 milionu dolarů od společnosti Venrock, jež se zabývá tzv. venture kapitálem. Investice vyvolala kritiku ze strany distributorů anime a poskytovatelů licencí Bandai Entertainment a Funimation, protože stránka nadále umožňovala uživatelům nahrávat nelegální kopie licencovaných titulů.

### Přechod na legální distribuci (2009–2013)
Společnost Crunchyroll si však nakonec s narůstající nabídkou titulů začala s ostatními společnostmi zajišťovat legální distribuční smlouvy, které uzavřela například i s animačním studiem Gonzo. Dne 8. ledna 2009, a to po oznámení dohody s televizní stanicí TV Tokyo o hostování epizod seriálu Naruto: Šippúden, Crunchyroll prohlásil, že se zavázal odstranit ze svých stránek veškerý materiál porušující autorská práva a hostovat pouze ten obsah, na něž má distribuční práva.
V roce 2010 společnost Crunchyroll oznámila, že získala severoamerická práva na DVD filmu 5 centimetrů za sekundu. Jednalo se o první titul vydaný na DVD, který licencoval Crunchyroll.
Dne 30. října 2013 začal Crunchyroll prostřednictvím své služby Crunchyroll Manga digitálně distribuovat dvanáct mang nakladatelství Kódanša, jako je Útok titánů a Fairy Tail.

### Pod vlastnictvím společnosti Chernin Group (2013–2018)
Dne 2. prosince 2013 společnost The Chernin Group, holdingová společnost bývalého prezidenta News Corp. Petera Chernina, oznámila, že získala kontrolní podíl v Crunchyrollu. Osoba obeznámená s transakcí odhalila, že se cena akvizice blížila 100 milionům dolarů. Chernin Group uvedlo, že vedení společnosti Crunchyroll a její stávající investor TV Tokyo si v ní ponechají „významný“ podíl.
Dne 22. dubna 2014 společnosti AT&T a The Chernin Group oznámily vznik společného podniku, jenž bude získávat a spouštět over-the-top (OTT) videoslužby a investovat do nich. Obě firmy se zavázaly poskytnout tomuto podniku finanční prostředky ve výši více než 500 milionů dolarů. Nový podnik dostal název Otter Media a stal se většinovým vlastníkem společnosti Crunchyroll. Dne 3. srpna 2015 časopis Variety informoval, že Otter Media představí Ellation, novou společnost zastřešující své videoslužby založené na předplatném, včetně Crunchyrollu. V roce 2016 spustila společnost Ellation svou další službu VRV, kterou popsala jako streamovací platformu zaměřenou na „geeky, hráče a milovníky komedií, fantasy a technologií“.
Dne 22. října 2015 internetové stránky Anime News Network ohlásily, že Crunchyroll dosáhl počtu 700 000 předplatitelů. Kromě toho společnosti Crunchyroll a Sumitomo Corporation vytvořily společný podnik, který bude produkovat anime filmy a seriály a investovat do nich.
Dne 11. dubna 2016 společnosti Crunchyroll a Kadokawa Corporation oznámily, že společně uzavřely strategické partnerství. Na jeho základě získá Crunchyroll v nadcházejícím roce exkluzivní práva na celosvětovou (s výjimkou Asie) digitální distribuci anime titulů společnosti Kadokawa. Crunchyroll navíc získal i právo spolufinancovat anime tituly společnosti Kadokawa, jež budou v budoucnu vyrobeny.

#### Partnerství se společností Funimation a domácí video
Dne 1. července 2016 společnost Crunchyroll ohlásila, že plánuje vytvořit dabing k několika seriálům a ty následně vydat na domácím videu. 8. září téhož roku oznámila partnerství se společností Funimation. Crunchyroll bude v jeho rámci streamovat vybrané tituly Funimationu a Funimation zas bude streamovat vybrané tituly Crunchyrollu; v obou případech se to týká i připravovaných seriálů a filmů. Navíc by se Funimation mělo stalo distributorem katalogu titulů pro domácí video Crunchyrollu.
Dne 9. února 2017 společnost Crunchyroll oznámila, že dosáhla jednoho milionu předplatitelů.
Dne 22. března 2017 převzal Kun Gao po Vincentu Shortinovi funkci zástupce ředitele japonské pobočky. 30. března téhož roku začal Crunchyroll distribuovat anime prostřednictvím herní platformy Steam.
Dne 4. listopadu 2017 provedla skupina hackerů DNS hijacking, v jehož důsledku se jí podařilo na téměř šest hodin převzít oficiální stránky. Uživatelé byli přesměrováni na podobnou avšak falešnou stránku, která je vyzývala ke stažení aplikace „CrunchyViewer“ obsahující ransomware. Společnost Crunchyroll podala proti hackerům první informační zprávu.

## Dostupnost a platformy
Crunchyroll je možné spustit na internetových stránkách, v mobilních zařízeních se systémy Android, iOS a Windows Phone, na zařízeních Roku, Amazon Fire TV, Android TV, Apple TV a Chromecastu, dále na herních konzolích PlayStation 3, PlayStation 4, PlayStation Vita, Xbox 360, Xbox One a Wii U a ve Windows 10 a Windows 11. Anime seriály a filmy jsou dostupné celosvětově ve více než 200 zemích, v některých oblastech se však mohou kvůli licenčním smlouvám nabízené tituly lišit. Část obsahu služby je možné sledovat zdarma s reklamami, její celá nabídka je pak dostupná za 7,99 dolarů měsíčně. Na konci března 2022 společnost oznámila, že nové, souběžně vydávané, tituly už nebude možné sledovat zdarma, ale pouze v placené verzi. V placené verzi je mimo jiné možné si pustit obsah i v rozlišení 720p a 1080p.